# Massimiliano Iezza
Massimiliano Iezza, detto Max (1974), è un allenatore di sci alpino, ex sciatore alpino ed ex sciatore freestyle italiano.

## Biografia

### Carriera sciistica
Attivo inizialmente nello sci alpino, Iezza, specialista delle prove veloci originario di La Salle, debuttò in campo internazionale ai Mondiali juniores di Montecampione/Colere 1993, dove vinse la medaglia d'oro nel supergigante e quella di bronzo nella discesa libera; il 26 marzo dello stesso anno ottenne l'unico piazzamento in Coppa del Mondo, a Åre in supergigante (18º). In Coppa Europa prese per l'ultima volta il via il 13 marzo 1998 a Bardonecchia in slalom speciale (40º) e nel corso della sua carriera nello sci alpino non prese parte a rassegne iridate; dalla stagione 2002-2003 si dedicò prevalentemente al freestyle, specialità ski cross, pur continuando a prendere parte a competizioni minori di sci alpino (campionati nazionali, gare FIS) fino al marzo del 2003.
Nella Coppa del Mondo di freestyle esordì il 30 novembre 2002 a Tignes, senza completare la prova, e conquistò il primo podio il 21 febbraio 2004 a Naeba (2º); l'anno dopo ai Mondiali di Ruka 2005, sua prima presenza iridata, si classificò 24º. Conquistò il secondo e ultimo podio in Coppa del Mondo il 14 gennaio 2006 a Les Contamines (2º); ai Mondiali di Madonna di Campiglio 2007 e di Inawashiro 2009, sue ultime presenze iridate, si piazzò rispettivamente al 20º e al 25º posto. Prese per l'ultima volta il via in Coppa del Mondo il 12 marzo 2010 a Grindelwald (48º) e si ritirò al termine di quella stessa stagione 2009-2010: la sua ultima gara fu quella dei Campionati italiani 2010, disputata il 21 aprile a La Thuile e nella quale Iezza vinse la medaglia d'argento. Non prese parte a rassegne olimpiche.

### Carriera da allenatore
Dopo il ritiro è divenuto allenatore di ski cross nei quadri della Federazione italiana sport invernali.

## Palmarès

### Sci alpino

#### Mondiali juniores
- 2 medaglie:
  - 1 oro (supergigante a Montecampione/Colere 1993)
  - 1 bronzo (discesa libera a Montecampione/Colere 1993)

### Freestyle

#### Coppa del Mondo
- Miglior piazzamento in classifica generale: 27º nel 2004
- Miglior piazzamento nella Coppa del Mondo di ski cross: 7º nel 2004
- 2 podi:
  - 2 secondi posti

#### Coppa Europa
- 2 podi:
  - 1 vittoria
  - 1 secondo posto

##### Coppa Europa - vittorie
| Data          | Località     | Paese     | Specialità |
| ------------- | ------------ | --------- | ---------- |
| 23 marzo 2004 | Sallatunturi | Finlandia | SX         |

Legenda:

SX = ski cross

#### Campionati italiani
- 1 medaglia (dati parziali)[2]:
  - 1 argento (ski cross nel 2010)